# Niebieskie kołnierzyki

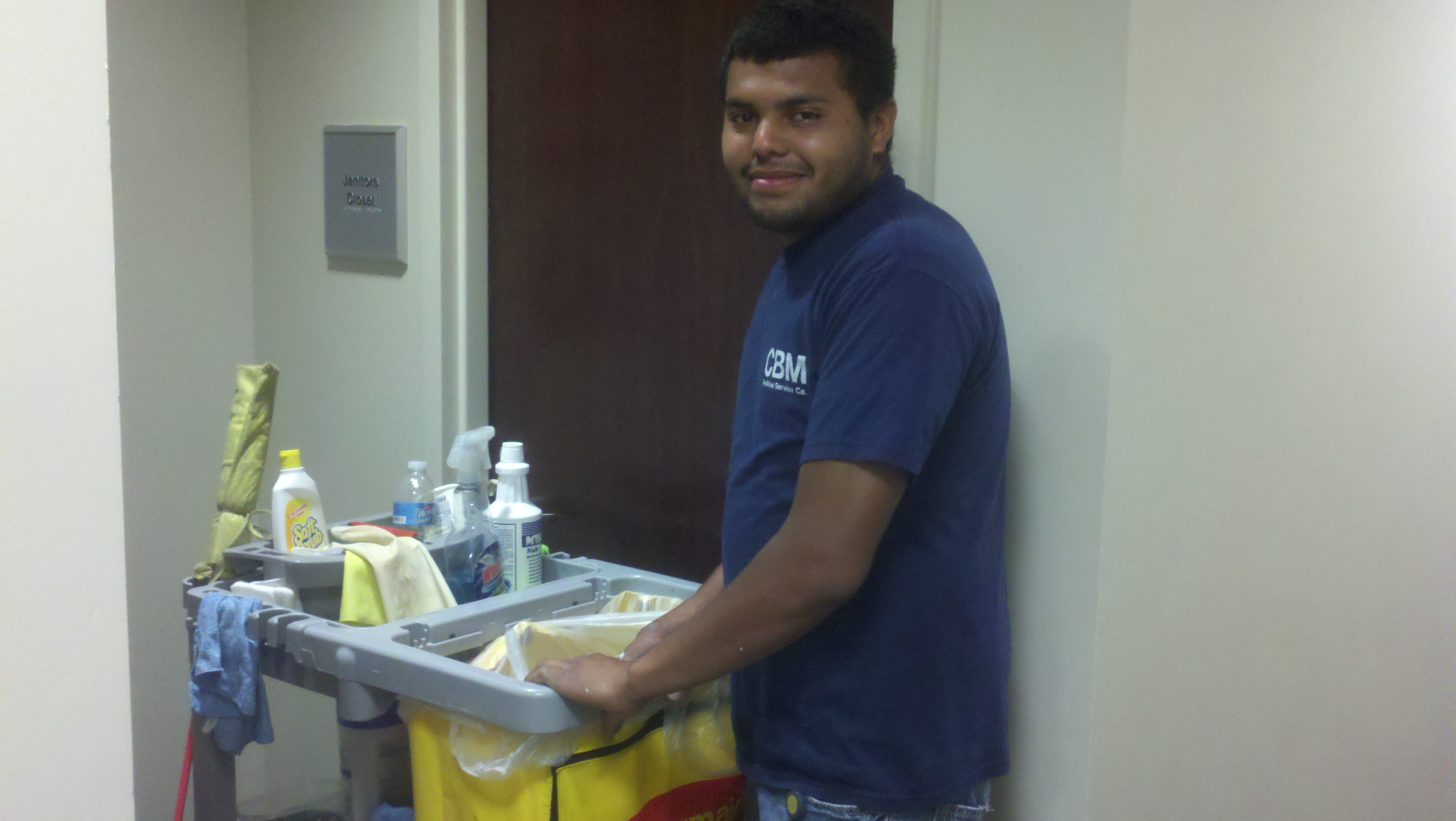
Sprzątacz - przykład „niebieskiego kołnierzyka”

Niebieskie kołnierzyki (ang. blue collars) – termin wprowadzony w amerykańskiej socjologii na określenie pracowników fizycznych, produkcyjnych lub administracyjnych niższego szczebla.
Pracownicy fizyczni w USA faktycznie zazwyczaj mają kołnierzyki o takim właśnie kolorze, gdyż kolory niebieski i granatowy lepiej maskują brud, w tym tłuste plamy. Ponadto na niebiesko jest farbowany dżins, z którego produkuje się odzież roboczą.